# تیم ملی فوتبال زیر ۲۰ سال کرواسی
تیم ملی فوتبال زیر ۲۰ سال کرواسی (انگلیسی: Croatia national under-20 football team) نماینده کشور کرواسی در بازی‌های زیر ۲۰ سال است که زیر نظر فدراسیون فوتبال کرواسی فعالیت می‌کند.